# 硫化镨
硫化镨是镨的一种硫化物，化学式 Pr
2S
3。

## 制备
硫化镨可以由氧化镨和硫化氢在高温下反应而成。
{\displaystyle \mathrm {Pr_{2}O_{3}+3\ H_{2}S\ {\xrightarrow {1320\,^{\circ }C}}\ Pr_{2}S_{3}+3\ H_{2}O} }
它也可以由镨和硫直接反应而成。:
{\displaystyle {\ce {2 Pr + 3 S -> Pr2S3}}}

## 性质
γ-硫化镨是一种绿色固体。 硫化镨有三种形态。α-硫化镨是正交晶系的，β-硫化镨是四方晶系的，而γ-硫化镨是立方晶系的。在1650 °C 的真空下，硫化镨分解成一硫化镨。